# ヨモギもちヤケた?
『ヨモギもちヤケた?』は、あらいきよこによる日本の漫画作品。『ChuChu』（小学館）にて2008年4月号から2009年12月号まで連載された。
あらいにとっては『ChuChu』移籍後の第1作目にあたり、同誌における初連載作でもあったが、本作の連載終了後に同誌が廃刊に追い込まれたため、同誌での最後の連載にもなった。単行本はちゅちゅコミックス（同）より全4巻。

## あらすじ
「恋愛?そんなの関係ねえ!」「あたしゃ愛より金が好き」「節約こそわが命｣の守銭奴高校生・春野よもぎと、恋に浮かれる周囲の仲間たちの青春を描く。

## 登場人物
春野 よもぎ
主人公。高校生。

## 書誌情報
- あらいきよこ 『ヨモギもちヤケた?』 小学館 〈ちゅちゅコミックス〉、全4巻[1]
  1. 2008年10月3日発売、ISBN 978-4-09-132100-8
  2. 2009年4月1日発売、ISBN 978-4-09-132430-6
  3. 2009年8月28日発売、ISBN 978-4-09-132690-4
  4. 2010年2月1日発売、ISBN 978-4-09-133080-2